# Schloßmühle Lippholthausen

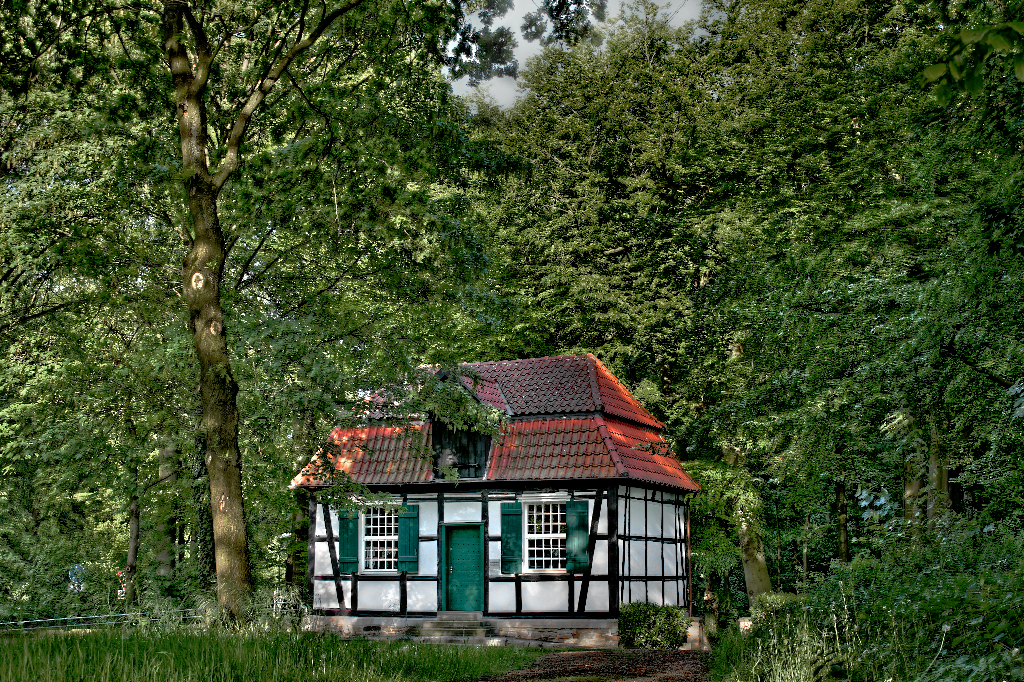
Schlossmühle zu Buddenburg

Die Schloßmühle Lippholthausen im Ortsteil Lippholthausen von Lünen ist eine 1760 erbaute Getreidemühle in der Nähe der Lippe. Bei der Wassermühle des früheren Adelshauses Buddenburg handelt es sich um ein spätbarockes Fachwerkgebäude, unweit des früheren Schlosses Buddenburg. Die Mühlenfreunde Lippholthausen e. V. restaurierten und unterhalten die Mühle, die derzeit als Ausflugslokal dient und auch für Trauungen genutzt werden kann. Sie wurde 1985 unter Denkmalschutz gestellt.